# 怪物たち
『怪物たち』（かいぶつたち、イタリア語: I mostri / フランス語: Les Monstres）は、ディーノ・リージ監督による1963年製作のイタリア・フランス合作映画である。「イタリア式コメディ」を代表する作品のひとつである。米国では、Opiate '67、あるいは短縮版タイトル15 from Romeで知られる作品である。

## 概要
本作は、イタリア本国でとてつもない成功を収めた。スペインでは検閲に遭った。1977年には、『新怪物たち I nuovi mostri』が製作され、第52回アカデミー賞アカデミー外国語映画賞にノミネートされた。

## 構成
オリジナル版は20篇からなり、全篇、ウーゴ・トニャッツィとヴィットリオ・ガスマンが出演している。
1. 感情教育 L'educazione sentimentale
2. 推薦 La raccomandazione
3. 怪物 Il mostro
4. 父として Come un padre
5. 人生の把握 Presa dalla vita
6. 貧しい兵士 Il povero soldato
7. なんとひどい生活 Che vitaccia
8. 閣下の日 La giornata dell'onorevole
9. ラテン・ラヴァーズ Latin lovers
10. 自発的な証人 Testimone volontario
11. 二人の孤児 I due orfanelli
12. 罠 L'agguato
13. 犠牲者 Il sacrificato
14. 美術展開催 Vernissage
15. 女神 La musa
16. 忘却の減少 Scende l'oblio
17. 道はすべてに通じる La strada è di tutti
18. 人民の阿片 L'oppio dei popoli
19. フランチェスコの遺言 Il testamento di Francesco
20. ボクシング（高貴な芸術） La nobile arte